# The Peel Sessions (The Jesus and Mary Chain)
The Peel Sessions è un EP del gruppo musicale britannico The Jesus and Mary Chain pubblicato nel settembre 1991.
Contiene le registrazioni effettuate dal complesso per il programma radiofonico di John Peel su BBC Radio 1.

## Tracce
Testi e musiche di W e J. Reid, eccetto ove indicato.
1. Inside Me - 3:00
2. The Living End - 2:15
3. Just Like Honey - 2:48
4. Fall - 3:14
5. Happy Place - 2:20
6. In the Rain (About You) - 2:30

Note
- Tracce 1-3 registrate il 3 febbraio 1985
- Tracce 4-6 registrate il 25 novembre 1986